# Siergiej Fiodorow
Siergiej Wiktorowicz Fiodorow, ros. Сергей Викторович Фёдоров (ur. 13 grudnia 1969 w Pskowie) – rosyjski hokeista. Reprezentant ZSRR i Rosji. Menedżer, działacz i trener hokejowy.

## Kariera
- Dynama Mińsk (1985-1986)
- CSKA Moskwa (1986-1990)
- Detroit Red Wings (1990-2003)
- Anaheim Ducks (2003-2005)
- Columbus Blue Jackets (2005-2007)
- Washington Capitals (2007-2009)
- Mietałłurg Magnitogorsk (2009-2012)
- CSKA Moskwa (2013)

Został wybrany w 4 rundzie draftu z 74. miejsca przez Detroit Red Wings z rosyjskiego klubu hokejowego CSKA Moskwa – tego samego klubu z którego zostali wybrani tacy zawodnicy jak: Pawieł Bure czy Aleksandr Mogilny. Trzy razy sięgał z Detroit Red Wings po Puchar Stanleya: w 1997, 1998 i w 2002 roku.
W sezonie KHL (2011/2012) przewodził drużynie Wschodu w Meczu Gwiazd KHL (drużynę Zachodu prowadził Sandis Ozoliņš). Od 2012 należy do niego rekord ligi KHL strzelca gola przez najstarszego zawodnika (miał wówczas 42 lata i 100 dni).
Na początku kariery reprezentował ZSRR, zaś następnie został reprezentantem Rosji. Uczestniczył w turniejach mistrzostw świata w 1989, 1990 (ZSRR) 2008, 2010 (Rosja), Canada Cup 1991 (ZSRR), Pucharu Świata 1996 oraz na zimowych igrzyskach olimpijskich 1998, 2002, 2010.
Po zakończeniu sezonu 2011/2012 odszedł z Magnitogorska i został menadżerem generalnym CSKA Moskwa. Pełni także funkcję przedstawiciela do kontaktu z klubami w zarządzie KHL. Od lipca 2013 członek zarządu CSKA Moskwa. Równolegle został głównym menedżerem podrzędnego klubu dla CSKA, Zwiezdy Czechow, założonego w 2015.
Po przerwaniu kariery nie ogłosił jej zakończenia i nadal trenował w ramach klubu CSKA Moskwa. W październiku 2013 wznowił karierę w barwach CSKA Moskwa (otrzymał numer 18, po raz pierwszy od 1990; wcześniej występował z 91). Od tego czasu nie zagrał w meczu KHL, zaś zagrał z drużyną CSKA podczas grudniowego turnieju Puchar Spenglera 2013.
W połowie lipca 2021 został ogłoszony nowym głównym trenerem CSKA Moskwa. Był w sztabie trenerskim reprezentacji Rosyjskiego Komitetu Olimpijskiego w turnieju zimowych igrzysk olimpijskich 2022.

## Sukcesy

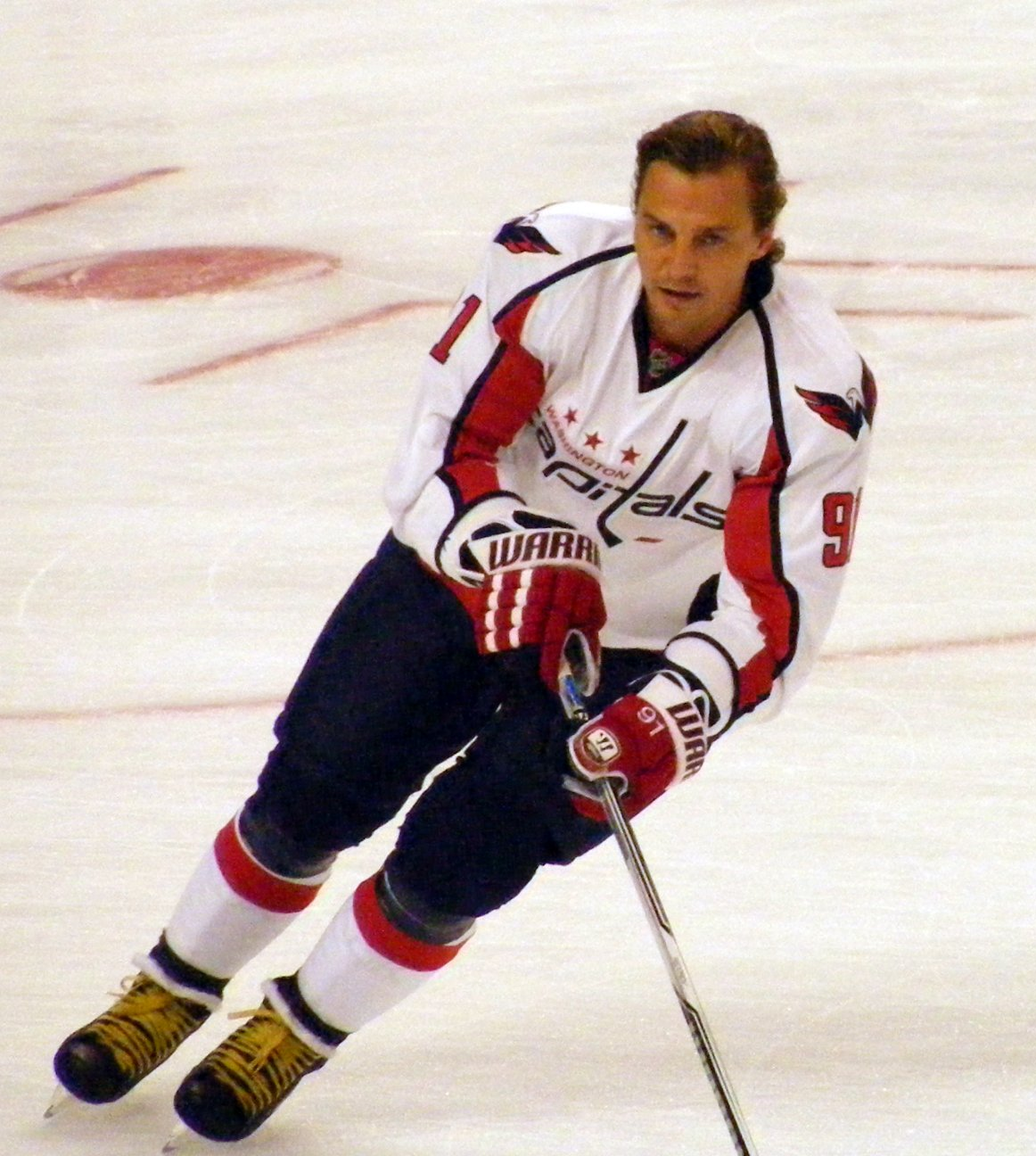
Siergiej Fiodorow w barwach Washington Capitals (2008)

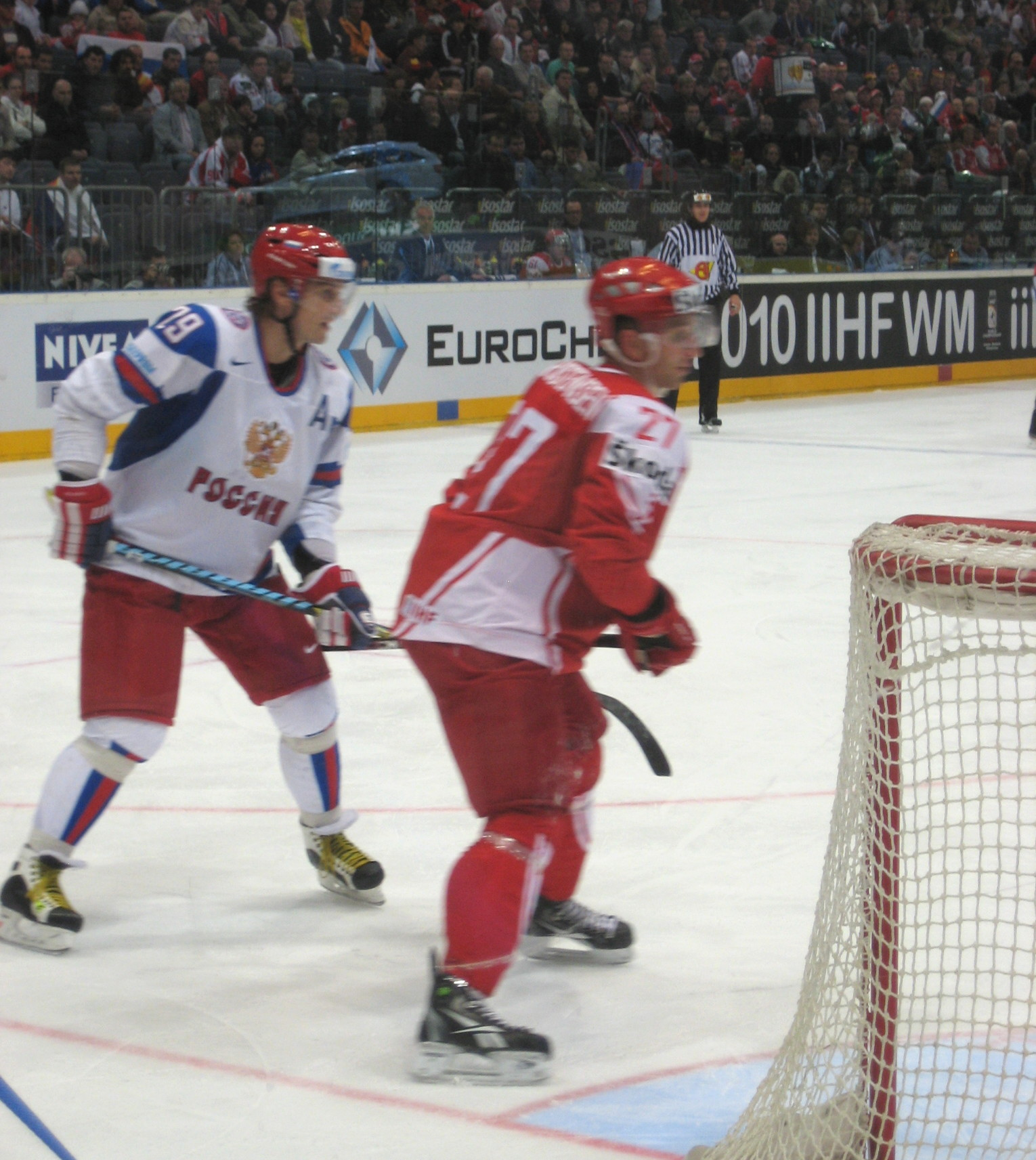
Siergiej Fiodorow w barwach Rosji (2010)

Zawodnicze reprezentacyjne
- Srebrny medal mistrzostw świata juniorów do lat 20: 1988
- Złoty medal mistrzostw świata juniorów do lat 20: 1989
- Złoty medal mistrzostw świata: 1989 i 1990 z ZSRR, 2008 z Rosją
- Srebrny medal zimowych igrzysk olimpijskich: 1998
- Brązowy medal zimowych igrzysk olimpijskich: 2002
- Srebrny medal mistrzostw świata: 2010

Zawodnicze klubowe
- Złoty medal mistrzostw ZSRR: 1987, 1988, 1989
- Puchar ZSRR: 1988 z CSKA Moskwa
- Puchar Europy: 1987, 1988, 1989, 1990 z CSKA Moskwa
- Puchar Stanleya 1997, 1998, 2002 z Detroit Red Wings
- Presidents’ Trophy: 1995, 1996, 2002 z Detroit Red Wings
- Clarence S. Campbell Bowl: 1995, 1997, 1998, 2002 z Detroit Red Wings

Zawodnicze indywidualne
- NHL (1990/1991):
  - NHL All-Rookie Team
- NHL (1993/1994):
  - NHL First All-Star Team
  - Trofeum Harta
  - Lester B. Pearson Award
  - Frank J. Selke Trophy
- NHL (1994/1995):
  - Pierwsze miejsce w klasyfikacji kanadyjskiej w fazie play-off: 24 punkty
- NHL (1995/1996):
  - Frank J. Selke Trophy
- NHL (1996/1997):
  - Pierwsze miejsce w klasyfikacji asystentów w fazie play-off: 12 asyst
- NHL (1997/1998):
  - Pierwsze miejsce w klasyfikacji strzelców w fazie play-off: 10 goli
- NHL (2002/2003):
  - Trofeum Charłamowa dla najlepszego rosyjskiego zawodnika sezonu w lidze NHL
- Mecz Gwiazd KHL: 2010, 2011, 2012
- KHL (2010/2011):
  - Najlepszy napastnik – Finały konferencji
  - Nagroda za Wierność Hokejowi

Zawodnicze wyróżnienia
- Zasłużony Mistrz Sportu Rosji w hokeju na lodzie: 1998
- Hockey Hall of Fame: 2016[15]
- Galeria Sławy IIHF: 2016[16][17]

Szkoleniowe klubowe
- Puchar Gagarina – mistrzostwo KHL: 2022 z CSKA Moskwa
- Złoty medal mistrzostw Rosji: 2022 z CSKA Moskwa

Szkoleniowe indywidualne
- KHL (2010/2011): Nagroda dla Najlepszego Trenera Sezonu[18][19]
- KHL (2022/2023): Nagroda dla Najlepszego Trenera Sezonu

## Życie prywatne
- Jego brat Fiodor (ur. 1986) również został hokeistą.
- Fiodorow stwierdził, że w 2001 wziął ślub z rosyjską tenisistką Anną Kurnikową, lecz para rozwiodła się w 2003[20]. Przedstawiciele Kurnikowej zaprzeczyli tej wypowiedzi.